# Palazzo Doria (Candela)
Il palazzo Doria (anche noto come palazzo Doria Basilico Iambrenghi) è un palazzo gentilizio il cui nucleo originario risale alla fine del XV secolo, rimodellato nella sua forma attuale nel XVII secolo, sito nella cittadina italiana di Candela, in provincia di Foggia.

## Descrizione
Il palazzo sorge sul fianco della collina di San Tommaso, a ridosso delle mura della Cittadella, la porzione più antica dell’abitato di Candela, appena al disopra della Chiesa Matrice di Santa Maria della Purificazione.
La fabbrica, di tre piani complessivi ha due ingressi principali, uno sul prospetto di monte, sormontato dallo stemma Basilico, l’altro, monumentale, sul prospetto di valle, con portale bugnato in pietra e imposte ferrate imperniate nella viva roccia. Quest’ultimo è preceduto dalla bella loggia di Luca Basilico, sorta di podio porticato che si apre sulla valle con tre fornici a tutto sesto sostenuti da colonne in pietra e con belle cornici e balaustre in pietra scolpita. La loggia, anticamente detta Gaifo, reca, sotto il cornicione, una memoria di fondazione incisa su pietra a caratteri capitali: HAS AEDES LVCAS BASILICVS V.I.D. DIVINA OPE FELICITER PERFECIT. QVI CONDIDIT IDEM PRESIDEAT DOMVM. DOMINVM AC REM TVEATUR ET FORTVNET DEVS. M. IVNII 1607. 

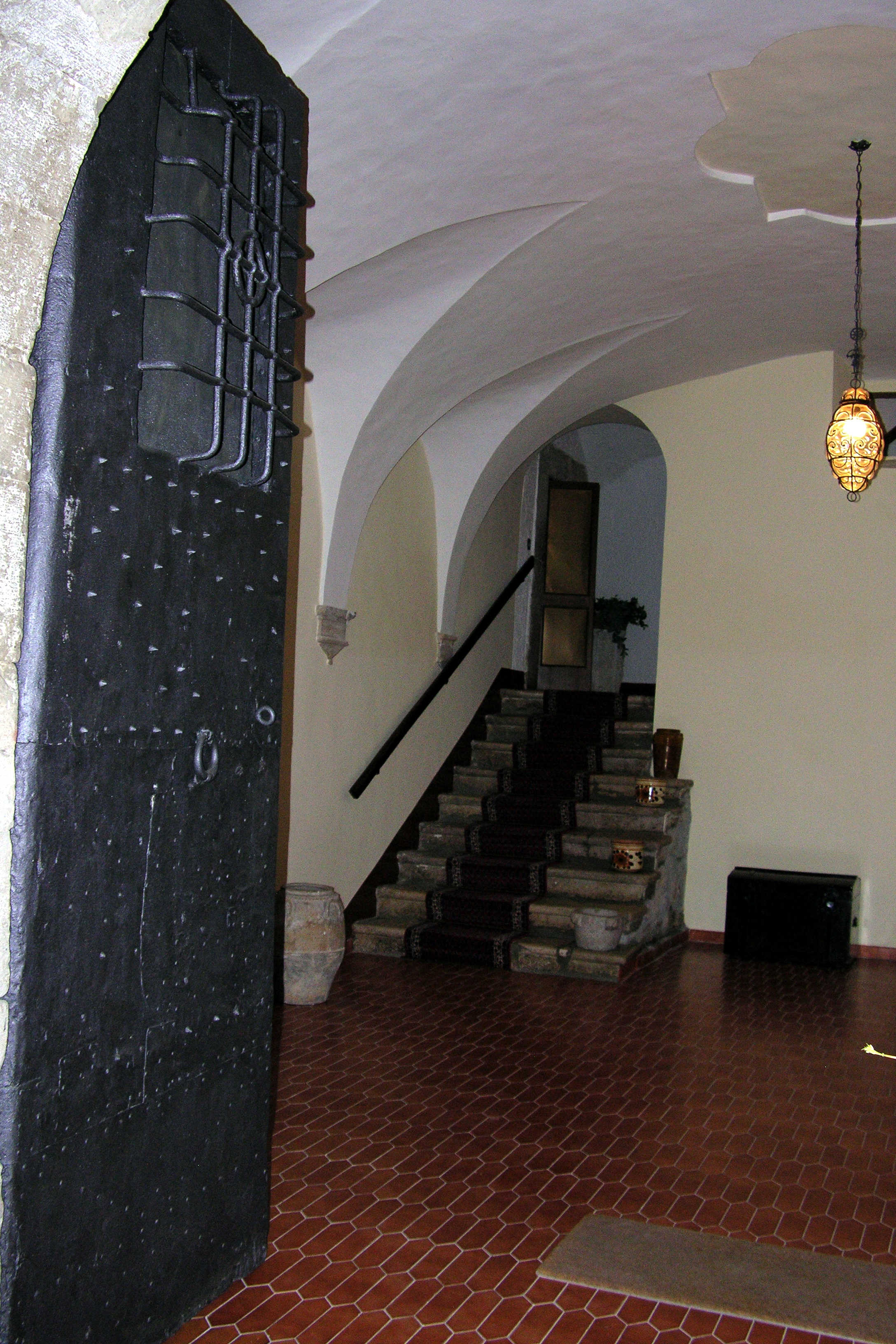
L'androne e la scala

Dalla rampa selciata della loggia, si accede direttamente nell’atrio, coperto da un’ampia volta lunettata con peducci in pietra di squisito disegno rinascimentale, che disimpegna gli ambienti di servizio, lo scalone e, attraverso una rampa selciata, i profondi scantinati, scavati nella roccia fin sotto la strada superiore.
Attraverso lo scalone di pietra, si raggiunge il primo piano nobile, occupato dalle sale di residenza, ovvero da una serie di anticamere e camere, per lo più voltate, che si dipartono in duplice infilata dai due lati corti di un grande salone con soffitto in legno filologicamente ripristinato nelle sue decorazioni a rosette.
L’appartamento del secondo piano nobile, che fu nell’epoca d’oro del palazzo l’appartamento di rappresentanza, è oggi accessibile dall’ingresso posteriore. Di esso rimangono il grande salone d’onore e l’anticamera della cappella. Il primo, oggi diviso in due ambienti di cui uno solo conserva l’originale soffitto a piccoli cassettoni decorati a rosette e losanghe dipinte e indorate, ha una ricca dotazione di porte con mostre e fastigi intagliati e indorati; sulla parete di fondo un monumentale portale cela quanto resta della cappella privata dedicata alla Madonna del Rosario. L’anticamera della cappella, oggi camera da letto, conserva miracolosamente intatto un magnifico soffitto a profondissimi lacunari dipinti e indorati di puro gusto manieristico.

## Storia
La fabbrica attuale risulta dall’unione, operata dalla famiglia Iambrenghi nella seconda metà del XVII sec. mediante un’attenta politica matrimoniale, dei palazzi cinquecenteschi appartenenti a due diversi rami della nobile famiglia Basilico di Candela, ampliati con l’accorpamento delle adiacenti proprietà Collucci.   

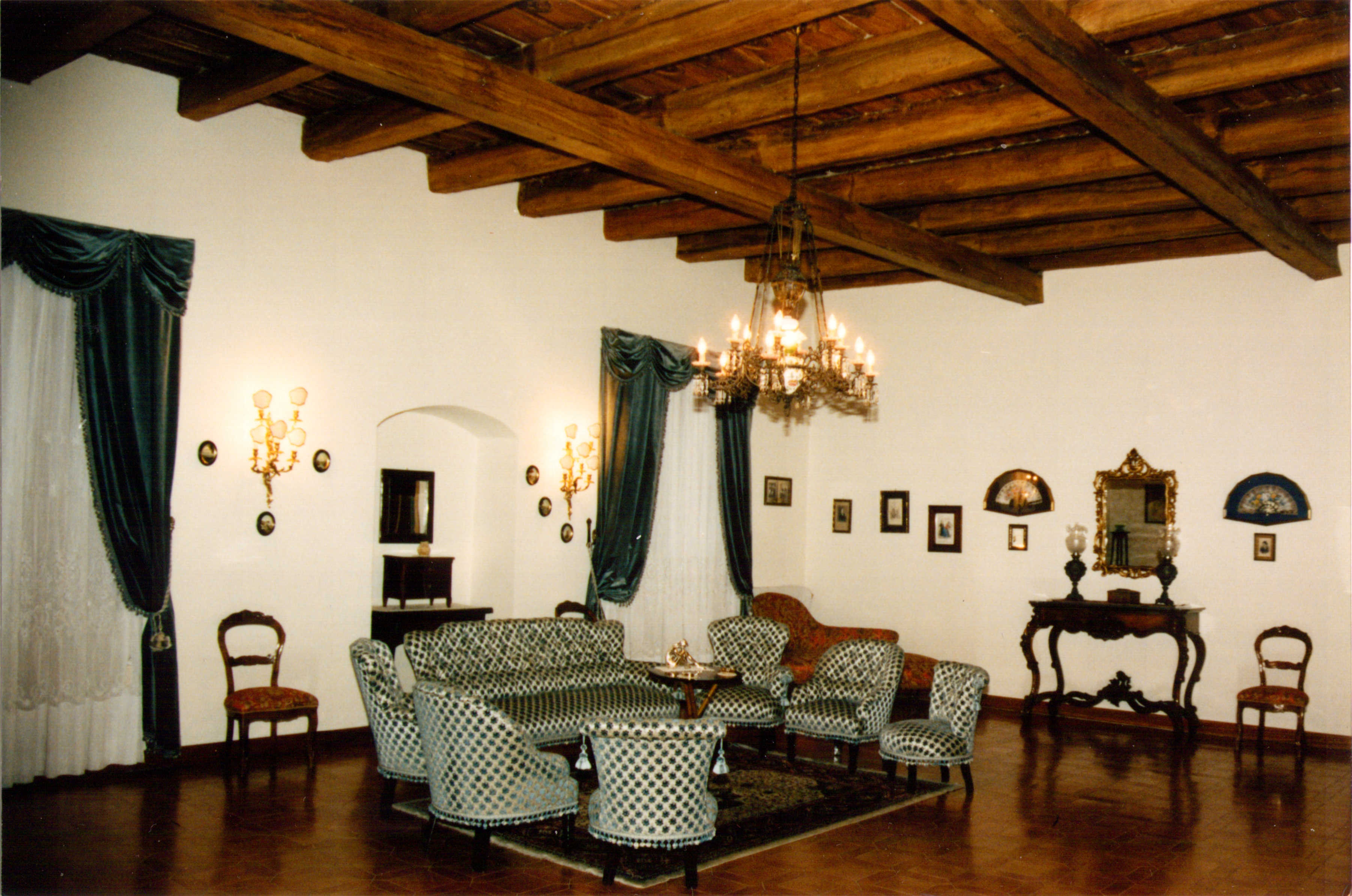
Il salone del primo piano nobile

Il palazzo nei secoli passati costituiva il centro di una grande proprietà terriera organizzata in diverse masserie di campo, la principale delle quali era la masseria Giardino, una proprietà di duecentoottanta ettari a seminativo e pascolo circondante un frutteto murato di quasi cinque ettari con viti maritate ad ulivi e alberi da frutto.
Personaggi di spicco nella vita del palazzo furono i fondatori Luca e Giovan Lorenzo Basilico, che tante memorie lasciarono scolpite nella pietra e nel legno, i dottori di legge Francesco, Domenico Antonio e Girolamo Iambrenghi, che fecero della loro casa un centro di cultura intimamente legato ai circoli filosofici della capitale, all’epoca del Viceregno spagnolo, Franco Iambrenghi, che amministrò con sagacia e umanità la proprietà di famiglia all’inizio del XVIII sec., legando anche  la sua memoria all’istituzione di un Monte dotale per le fanciulle povere di Candela, Giuseppe Clemente Iambrenghi, che rinnovò l'appartamento di rappresentanza apponendovi i suoi monogrammi sulle ante delle porte (DGCI, cioè Don Giuseppe Clemente Iambrenghi) e ancora Girolamo Iambrenghi, che nel 1807, periodo di instabilità politica legato all’invasione francese, fu rapito presso il fosso di Pietralonga, e rimase in mano dei briganti per tredici giorni, episodio che fu all’origine della lenta decadenza della famiglia e del palazzo di Candela.

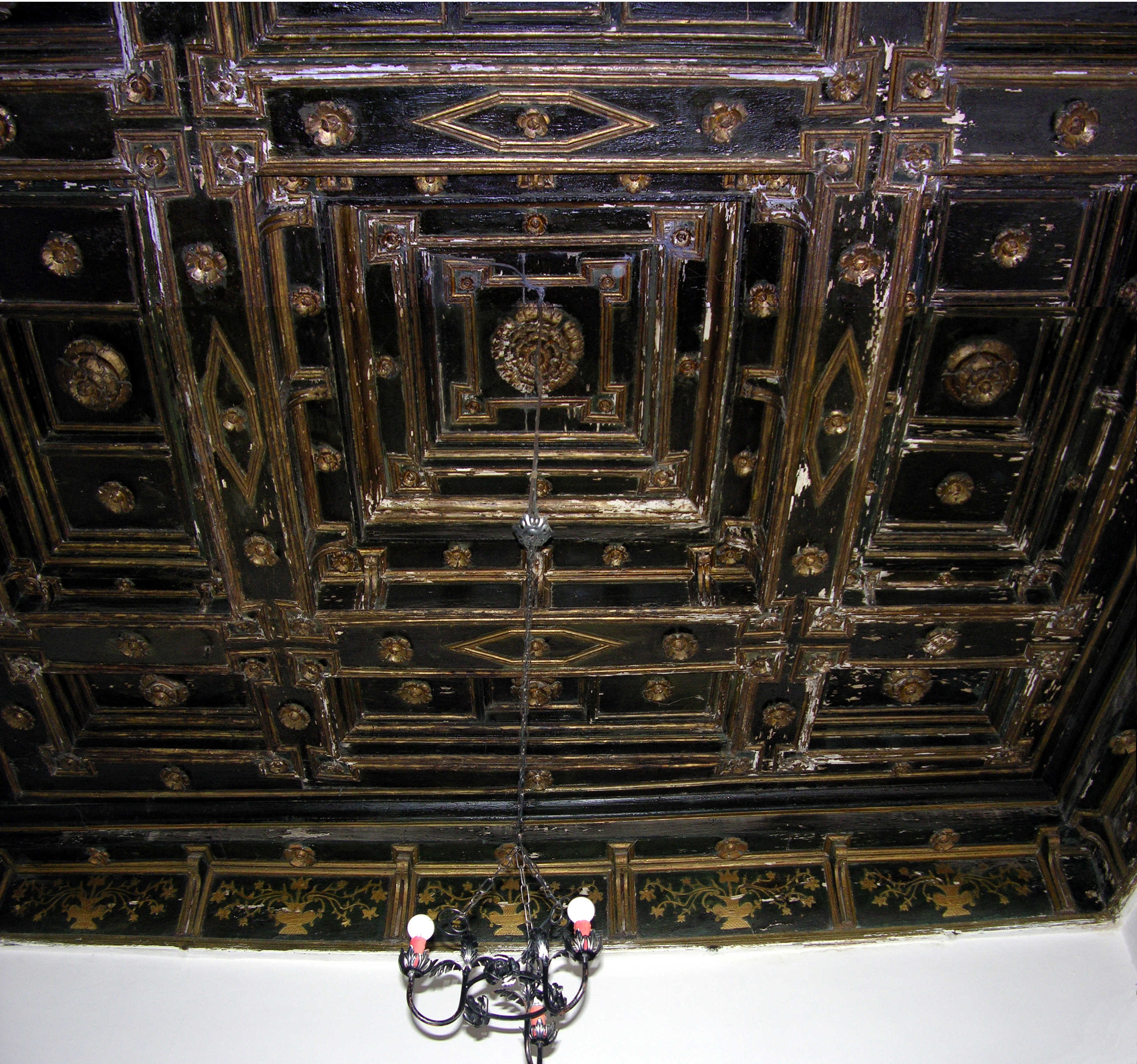
Soffitto a lacunari del secondo piano nobile

Oggi il palazzo, che è diviso in varie proprietà, langue in uno stato di incertezza tra una rinascita ancora possibile e il definitivo degrado, che minaccia sempre più da presso gli ambienti sopravvissuti dell’appartamento di rappresentanza del secondo piano nobile.
Nel 1698 il palazzo fu teatro di un avvenimento rimarchevole: la morte dell’avvocato, giureconsulto e filosofo Napoletano Francesco D’Andrea, grande animatore della vita culturale del viceregno spagnolo e paladino dei diritti del ceto civile. Questi, ritiratosi nelle sue proprietà di Melfi, fu per più mesi ospite di Paolo Iambrenghi nel palazzo candelese, dove morì l’undici settembre del 1698, essendo quindi sepolto nella cappella gentilizia della famiglia Iambrenghi nella Chiesa di Santa Maria della Purificazione.